# مركز أبحاث الجيش بينامونده
{{قاعدة عسكرية
| الإحداثيات = مركز أبحاث الجيش بينيماندا (بالألمانية: Heeresversuchsanstalt Peenemünde)‏ ، ‡ HVP) في عام 1937 كواحد من خمسة مناطق إثبات عسكرية تحت كتب ذخائر الجيش الألماني (Heereswaffenamt). :85 تم تطوير العديد من الصواريخ والصواريخ الموجهة الألمانية في الحرب العالمية الثانية من قبل مركز أبحاث الجيش بينيماندا، بما في ذلك صاروخ في2. هاجمه البريطانيون في عملية القوس والنشاب من أغسطس 1943، قبل تحرير جزيرة يوزدوم من قبل السوفييت في مايو 1945.

## التاريخ
في 2 أبريل 1936، وزارة الطيران دفعت 750,000 رايخ إلى بلدة في فولغاست  :41 لشبه الجزيرة الشمالية كلها من الجزيرة المطلة على بحر البلطيق يوزدوم. :17 بحلول منتصف عام 1938، تم فصل مرفق الجيش عن مرفق لوفتفافه وكان شبه كامل، مع نقل الأفراد من Kummersdorf. تألف مركز أبحاث الجيش (Peenemünde Ost)  من Werk Ost وWerk Süd، بينما كان Werk West (Peenemünde West) هو موقع اختبار لوفتفافه (Erprobungsstelle der Luftwaffe)،  :55 أحد مرافق الاختبار والبحث الأربعة في لوفتفافه، مع مرفق مقرها الرئيسي في Erprobungsstelle Rechlin.

## عملية القوس والنشاب
قدم اثنان من عمال النظافة البولنديين  :52 من معسكر Peenemünde's Trassenheide في أوائل عام 1943 :52 :52 خرائط،  رسومات وتقارير إلى استخبارات جيش الوطن البولندي، وفي يونيو 1943 تلقت المخابرات البريطانية تقريرين من هذا القبيل حددوا «قاعة تجميع الصواريخ» و«حفرة التجارب» و«برج الإطلاق». :139